# Hierodula rajah
Hierodula rajah är en bönsyrseart som beskrevs av Werner 1911. Hierodula rajah ingår i släktet Hierodula och familjen Mantidae. Inga underarter finns listade i Catalogue of Life.